# پالمرستون نورث
پالمرستون نورث (به انگلیسی: Palmerston North) شهری در ۱۰۰ کیلومتری شمال شهر ولینگتون پایتخت نیوزیلند است. دانشگاه مَسی در این شهر قرار دارد.